# Lère
Lère – rzeka we Francji, przepływająca przez teren departamentów Lot oraz Tarn i Garonna. Ma długość 45,14 km. Stanowi prawy dopływ rzeki Aveyron.

## Geografia
Lère swoje źródła ma w gminie Saillac, na północny zachód od osady Jamblusse. Rzeka generalnie na całej swojej długości płynie w kierunku południowo-zachodnim. Uchodzi do rzeki Aveyron na terenie gminy Réalville. 
Lère przepływa przez dwa departamenty, w tym 14 gmin:
LotSaillac (źródło), Bach, Vaylats
Tarn i GaronnaSaint-Projet, Loze, Mouillac, Puylaroque, Saint-Georges, Cayriech, Septfonds, Monteils, Caussade, Mirabel oraz Réalville (ujście)

## Hydrologia
Uśredniony roczny przepływ rzeki Lère wynosi 2,39 m³/s. Pomiary są przeprowadzane od 1968 roku w miejscowości Réalville. Największy przepływ notowany jest w lutym (5,5 m³/s), a najmniejszy w sierpniu – 0,238 m³/s. 

## Dopływy
Lère ma 19 dopływów o długości powyżej 1 km: 
| - Ruisseau du Traversié - Ruisseau de Paris - Ruisseau de Sietges - Ruisseau de Terrassou - Ruisseau de Fontanel - Ruisseau de Bonne Vieille - Ruisseau de Saint-Alby - Ruisseau de Tapon - Ruisseau de Poux Nègre - Ruisseau des Marguerites | - Ruisseau de Madel - Ruisseau de Coffinié - Ruisseau de Bergayré - Ruisseau de Vinche - Rieucros - Ruisseau de Mouillagol - Ruisseau de Roumieu - Ruisseau de Salepeyssou - Ruisseau de Patau |